# Stångholmen, Lule skärgård
För andra betydelser, se Stångholmen.
Stångholmen är en mindre ö utanför Brändön i Lule skärgård. Ön har fått sitt namn av att träden på ön användes för att göra stänger till fiskeredskap. Ön har ingen fast befolkning men några enstaka fritidshus finns där. Närheten till Brändön som har bro till fastlandet gör ön till ett populärt mål för kanotturer.